# Mirza Askari
Mirza Askari (1516 -1558, entre la Meca i Damasc) fou un príncep mogol, tercer fill (sense comptar els morts joves) de Baber, germà de Mirza Kamran i germanastre d'Humayun i de Mirza Hindal.

## Joventut
Nascut en un campament militar (d'on el seu nom), va rebre el seu primer comandament als 12 anys (1528) en les campanyes de Baber més enllà del delta del Ganges. A la pujada al tron d'Humayun el 29 de desembre del 1530, el seu germà (germanastre) Kamran Mirza, governador de Kabul, va rebre Kandahar, però va deixar el govern d'aquesta en mans de Mirza Askari i va anar a Lahore per combatre a Humayun que finalment li va reconèixer el domini sobre el Panjab, Kabul i Kandahar com a jagir; un altre germà, Hindal Mirza, va rebre Mewat, i el tercer germà, Mirza Askari, va rebre Sambhal.
El 1532 Askari era a Agra i fou enviat a lluitar contra els invasors gujaratis manats per Tatar Khan Lodi, i el va derrotar a Mandrayl, al sud-oest d'Agra; Bahadur Shah Gujarati, pel seu cantó, es va annexar Malwa i es va apoderar de la fortalesa de Chitor el 1534. La rani Karnawali, reina mare de Chitor, abans de morir en la lluita, va demanar ajut a Humayun, el qual va sortir d'Agra (febrer del 1535) acompanyat de Mirza Askari, i va derrotar els gujaratis a Mandasor (març). Bahadur Shah fou assetjat a Mandasor i al cap de dos mesos va abandonar al seu exèrcit i va fugir. Humayun va reprendre Chitor i va perseguir a Bahadur cap a Mandu, que fou arrasada, i cap a Champaner; Bahadur va seguir cap a Ahmedabad i Cambay, on el sultà va fugir per mar cap a Diu. Humayun va assetjar Champaner que va ocupar (agost 1535) i després va marxar contra Ahmedabad, derrotant a les forces enemigues dirigides per Imad al-Mulk a Mahmudabad. Va aconseguir així controlar la totalitat dels dominis de Bahadur i va nomenar-ne governador a Askari, el seu germanastre, amb seu a Ahmedabad. Però la seva repressió a la regió de Mandu (conquerida feia poc) que fou autoritzada per Humayun, va permetre a les tropes del Gujarat de reagrupar-se i Askari es va revelar incapaç de conservar el país quan Bahadur Shah el va atacar l'any 1536. Llvors va abandonar el camp amb la intenció d'anar a Champaner per apoderar-se del tresor abans de tornar a Agra on sembla que pensava declarar-se independent sota consell dels seus ministres. Però el governador de Champaner va restar lleial a Humayun i va informar a l'emperador del que passava i Humayun que era a Malwa va tornar ràpidament a Agra per evitar que fos ocupada per Askari. Quan aquest va arribar el va acollir amb clemència per comptar amb el seu suport per les operacions que s'albiraven a l'est, on, aprofitant les campanyes de Humayun a l'oest, l'afganès Sher Shah havia reforçat la seva posició al Bihar cap a Bengala.

## Campanya de Bengala
Humayun es va dirigir a l'est en companyia d'Askari el juliol de 1537 i el va assetjar durant sis mesos al fort de Chunar. Sher Shah però, es va poder escapolir i Humayun, en comptes de perseguir-lo va ocupar-se de recuperar Bengala. Mentre Humayun era a Gaur, en la campanya de Bengala, Mirza Hindal es va dirigir a Agra amb un exèrcit (1538), va ocupar el palau reial i va emetre diversos firmans imperials com a emperador en funcions. Humayun va enviar a Shaykh Bahlul, fill d'un santó de Gwalior de nom Muhammad Ghawth, per convèncer el seu germà d'abandonar la seva actitud, però Bahlul fou executat per Hindal; llavors l'emperador va abandonar Gaur i va tornar a Agra, però fou bloquejat per Sher Shah a Chausa a la riba del Ganges. Mentre Kamran, l'altra germà, que en teoria havia de combatre a Hindal al servei de Humayun, va marxar de Lahore cap a Agra, i se li va reunir Askari. Els dos germans es van posar d'acord amb Hindal, i es va produir un repartiment de l'imperi ocupant Kamran el lloc d'emperador en funcions a Agra. L'emperador va provar llavors de fer la pau amb Sher Shah Suri, però aquest va atacar i va lliurar la batalla de Chausa el 26 de juny de 1539 on Humayun fou greument derrotat i on Mirza Hindal, que després de cedir davant Kamran havia ofert al seu germà ajuda per cobrir la rereguarda, va abandonar a Humayun en el pitjor moment, deixant desguarnida aquesta rereguarda, el que va permetre a Sher Shah rodejar a Humayun. L'emperador va fugir llavors cap a Agra on va arribar amb només uns quants cavallers després d'abandonar el seu harem al vencedor; a Agra va negociar amb els seus germans durant sis mesos. Humayun va perdonar finalment a Hindal i li va concedir Kandahar, i a Kamran al que va ratificar Lahore (1539).
Durant el 1539 Sher Shah va remuntar el Ganges sense gaire oposició. El 1540 Humayun va avançar cap a Kanauj i durant un mes hi va haver xocs menors a la rodalia. Al moment de la batalla decisiva prop de Kanauj, Humayun fou derrotat el 17 de maig de 1740. Va fugir cap a Agra i després cap al Panjab, concretament a Lahore.
Quan es va acostar Sher Shah, Kamran i Hindal van creuar el Ravi i van fugir cap a Kabul; Kamran va negociar amb Sher Shah i va ser reconegut en el govern de Kabul (i Kandahar) on se li va reunir Askari. Hindal es va unir a Humayun que pel seu costat es va dirigir al Sind on va estar tres anys en campanya. El governador de Kandahar va entregar la ciutat a Mirza Hindal però Mirza Kamran després d'una campanya al Badakhxan, se'n va apoderar i va enviar a Hindal presoner a Kabul i el seu germà Askari fou nomenat governador. Askari va fer restaurar les defenses de Kandahar i va incitar als balutxis a atacar a Humayun. Aquest es va dirigir contra Kandahar (1543), però Askari va aixecar la ciutat en la seva contra, i Humayun fou humiliat i es va haver de retirar cap al Sistan, lliurant-se per ben poc de ser capturat.
Kamran es va proclamar emperador i va encunyar moneda a Kabul i a Kandahar; quan finalment fou capturat el 1549 a Kabul, Askari fou arrestat al mateix temps i després d'un període empresonat, fou enviat en peregrinació a la Meca (1551).